# Кириенко, Валерий Викторович
Вале́рий Ви́кторович Кирие́нко (род. 13 февраля 1965, Мурманск) — советский и российский биатлонист. Заслуженный мастер спорта России. Двукратный вице-чемпион Олимпийских игр в эстафете, вице-чемпион мира в эстафете.

## Спортивная карьера
По его собственным словам, Валерий Кириенко начал заниматься лыжами, получив в школе двойку по физкультуре. Затем увлекся биатлоном; в 1982 году стал победителем юношеского первенства СССР и стал выступать за юношескую сборную страны. В составе юношеской сборной СССР Кириенко стал чемпионом мира в спринте в 1985 году. В 1986 году Валерий Кириенко дебютировал на этапах кубка мира; в спринте в Хохфильцене он занял 22-е место. Кириенко в 1992 и 1994 годах становился серебряным призёром Олимпийских игр в эстафете. В сезоне 1993/94 Валерий трижды поднимался на подиум на этапах Кубка мира, что позволило ему стать 4-м в общем зачете. Завершил спортивную карьеру в 1998 году.

## После завершения карьеры спортсмена
После завершения спортивной карьеры работал инструктором школы высшего спортивного мастерства в Мурманске. Некоторое время возглавлял федерацию биатлона Мурманской области.

## Личная жизнь
Женат. Воспитывает двух дочерей. И есть сын от первого брака.

## Награды, звания и премии
- Заслуженный мастер спорта России
- Медаль ордена «За заслуги перед Отечеством» II степени (22 апреля 1994)[3]
- Знак отличия «За заслуги в развитии физической культуры и спорта в Мурманской области» (20 апреля 2015) — за многолетнюю плодотворную работу по развитию физической культуры и спорта в Мурманской области и большой личный вклад в развитие биатлона в Российской Федерации